# Pyrinia augustata
Pyrinia augustata là một loài bướm đêm trong họ Geometridae.